# Одержимые злом
«Одержимые злом» (исп. Cuando acecha la maldad) — аргентинский сверхъестественный психологический фильм ужасов 2023 года. Сценаристом и режиссёром картины выступил Демиан Рунья.

## Сюжет
В отдаленном городке два брата-фермера Педро и Хайме обнаруживают в лесу изуродованное тело чистильщика, человека, которого живущая рядом Мария Элена призвала убить своего старшего сына Уриэля, чтобы изгнать из него демона. Испуганные братья вместе с местным землевладельцем Руисом решают разобраться с одержимым самостоятельно, но все идёт не по плану — демон вырывается на свободу.

## В ролях
- Эсекьель Родригес — Педро Язурло
- Демиан Соломон — Джейме «Джими» Язурло
- Сильвина Сабатер — Мирта
- Луис Зимбровски — Армандо Руис
- Марсело Мишино — Сантино Язурло
- Эмилио Воданович — Хаир Язурло
- Вирджиния Гарофало — Сабрины
- Паула Рубинштейн — Сара
- Лукреция Нирон Талазак — Вики
- Изабель Кинтерос — Мария Элена Гомес

## Производство
В 2021 году сценарий «Одержимых злом» получил второе место на международном питчинге «Sitges Pitchbox», организованном «Filmmarket Hub» и кинофестивалем в Сиджасе.
Производством фильма занимались американский видеостриминговый сервис «Shudder» и компания «La Puerta Roja», являющаяся совместным предприятием аргентинских компаний «Aramos Cine» и «Machaco Films». Фильм стал первой испаноязычной работой «Shudder». Съемки «Одержимых злом» проходили в 2022 году.

## Релиз
Предпоказ фильма состоялся во время постпродакшена в Пуэрто-Мадеро, Буэнос-Айрес, где он получил премию «Blood Window Screenings Award». Премьера фильма состоялась на Международном кинофестивале в Торонто 13 сентября 2023 года в рамках программы фестиваля «Полуночное безумие». В кинотеатрах США фильм был выпущен 6 октября, а 9 ноября 2023 года начался показ в Аргентине. В России фильм также был выпущен на экраны 9 ноября дистрибьютером «Атмосфера кино». 27 октября «Одержимые злом» были выпущена на видеостриминговом сервисе «Shudder».

## Реакция
На сайте-агрегаторе рецензий «Rotten Tomatoes» 99 % из 87 отзывов критиков являются положительными, а средняя оценка составляет 7,8/10. «Metacritic», использующий средневзвешенную оценку, присвоил фильму 75 баллов из 100, опираясь на отзывы двенадцати критиков, что свидетельствует о «в целом одобрительных» рецензиях. Никита Лаврецкий из «Афиши» дал фильму 8 из 10 баллов, назвав его реально шокирующим хоррором, затыкающим за пояс нового «Экзорциста».